# Amphoe Na Mon
Amphoe Na Mon (Thai: อำเภอ นามน) ist ein Landkreis (Amphoe – Verwaltungs-Distrikt) der Provinz Kalasin. Die Provinz Kalasin liegt in der Nordostregion von Thailand, dem so genannten Isan.

## Geographie
Die Nachbarbezirke sind im Uhrzeigersinn von Nordosten startend: die Amphoe Huai Phueng, Kuchinarai, Don Chan, Mueang Kalasin und Somdet. Alle Amphoe liegen in der Provinz Kalasin.

## Geschichte
Na Mon wurde am 20. September 1973 zunächst als „Zweigkreis“ (King Amphoe) eingerichtet, indem die drei Tambon Na Mon, Yot Kaeng und Song Plueai vom Amphoe Mueang Kalasin abgetrennt wurden. 
Am 1. Januar 1988 wurde Na Mon zum Amphoe heraufgestuft.

## Ausbildung
In Amphoe Na Mon befindet sich einer der beiden Campus der Universität Kalasin.

## Verwaltung

### Provinzverwaltung
Der Landkreis Na Mon ist in fünf Tambon („Unterbezirke“ oder „Gemeinden“) eingeteilt, die sich weiter in 67 Muban („Dörfer“) unterteilen.
| Nr. | Name        | Thai     | Muban | Einw. |
| --- | ----------- | -------- | ----- | ----- |
| 01. | Na Mon      | นามน     | 15    | 9.713 |
| 02. | Yot Kaeng   | ยอดแกง   | 18    | 8.240 |
| 03. | Song Plueai | สงเปลือย  | 16    | 7.851 |
| 04. | Lak Liam    | หลักเหลี่ยม | 10    | 5.879 |
| 05. | Nong Bua    | หนองบัว   | 08    | 4.358 |

### Lokalverwaltung
Es gibt zwei Kommunen mit „Kleinstadt“-Status (Thesaban Tambon) im Landkreis:
- Song Plueai (Thai: เทศบาลตำบลสงเปลือย) besteht aus dem gesamten Tambon Song Plueai.
- Na Mon (Thai: เทศบาลตำบลนามน) besteht aus Teilen des Tambon Na Mon.

Außerdem gibt es vier „Tambon-Verwaltungsorganisationen“ (องค์การบริหารส่วนตำบล – Tambon Administrative Organizations, TAO):
- Na Mon (Thai: องค์การบริหารส่วนตำบลนามน)
- Yot Kaeng (Thai: องค์การบริหารส่วนตำบลยอดแกง)
- Lak Liam (Thai: องค์การบริหารส่วนตำบลหลักเหลี่ยม)
- Nong Bua (Thai: องค์การบริหารส่วนตำบลหนองบัว)